# Битва при Битонто
Битва при Битонто (исп. Batalla de Bitonto) — сражение состоявшееся 25 мая 1734 года в ходе войны за польское наследство у города Битонто, в Апулии, в котором испанская армия под командованием графа де Монтемара разгромила австрийцев и отдала Южную Италию (Сицилийское и Неаполитанское королевства) под власть дома Бурбонов.

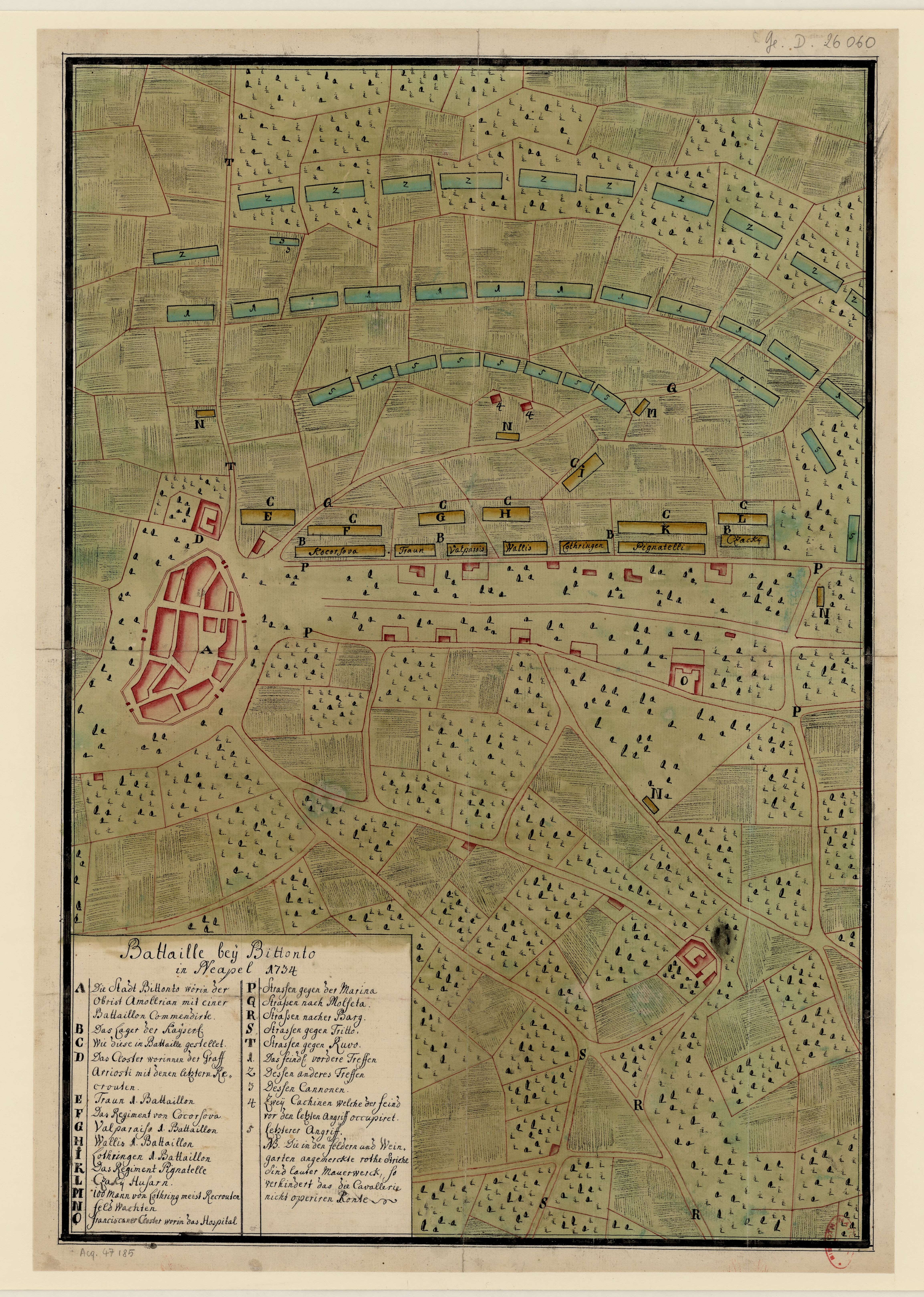
Карта-схема сражения.

В начале 1734 года 40-тысячная армия под командованием графа дн Монтемара закончила сосредоточение в Тоскане, пересекла Папскую область и вторглась в Неаполь. 10 мая 1734 года инфант Дон Карлос был коронован королем Неаполя после победоносного наступления испанской армии, перед которым австрийский вице-король Джулио Борромео Висконти, граф Пьеве ди Бреббиа, решил отвести основную часть своих сил в сторону Апулии. Следующие дни граф де Монтемар посвятил себя захвату соседних замков Неаполя, после чего выступил против имперского вице-короля.
Оставив Неаполь с хорошим гарнизоном, а города Гаэту и Капую в осаде, Монтемар двинулся на Бари, послав флот, чтобы предотвратить отступление австрийцев по морю. Известие о том, что австрийское подкрепление из 6000 хорватов ожидает на другой стороне Адриатики, ускорило боевые действия.
Когда испанцы прибыли на место сражения на рассвете 25 мая, граф де Монтемар выстроил свои войска (16 600 человек) фронтом к австрийцам (6 200 человек): пехота против пехоты, кавалерия против кавалерии. Поскольку испанская кавалерия значительно превосходила численностью австрийскую, часть из них держалась в резерве на правом фланге. После нескольких попыток выманить австрийцев с их позиций, началась атака испанской кавалерии. Около 10 часов утра австрийская кавалерия наконец уступила, и большая ее часть начала неорганизованное отступление к Бари, за ними вскоре ускакал командующий Бельмонте. Позиции австрийской пехоты рухнули, некоторые роты последовали за кавалерией, а другие пытались бежать на север, в Битонто. Защитники в двух монастырях удерживали свои позиции, и они были взяты штурмом. Гарнизон в городе сдался на следующий день из-за нехватки боеприпасов и продовольствия.
Бельмонте попытался реорганизовать оставшиеся силы в Бари, но противодействие местного населения, которое было за испанцев, сделало это практически невозможным. В итоге он сдал местным властям 3800 человек. Нескольким сотням, бежавших после битвы на север, удалось добраться до Пескары, которая еще не была взята испанцами.
Граф де Монтемар за эту победу получил титул герцога де Битонто. После этой победы Южная Италия перешла к испанским Бурбонам.